# DITA
Las siglas DITA corresponden al título inglés Darwin Information Typing Architecture, esto es, Arquitectura Darwin para transcribir información. Este peculiar nombre esconde una especificación XML diseñada para elaborar, producir y distribuir información técnica. DITA fue originalmente desarrollada por IBM en 1999, que lo cedió en 2004 a la asociación OASIS. En agosto de 2007 se publicó la versión 1.1 del estándar DITA.
El nombre de la especificación, que se define como arquitectura, puede ser glosado de la siguiente forma:
- Darwin: porque se basa en los principios de especialización y herencia;
- Information Typing: porque resalta la semántica de los temas tratados (el concepto, la tarea y la referencia) y de los contenidos mismos (mensaje, frase, tabla);
- Architecture: porque es suficientemente flexible como para ser aplicada a distintos tipos de información.

De acuerdo con DITA el contenido puede fragmentarse en pequeños temas autocontenidos, que facilitan la reutilización en diferentes manifestaciones. DITA es extensible y por ello facilita que distintas organizaciones definan estructuras informativas específicas sin renunciar al uso de herramientas genéricas. Esta aptitud para definir arquitecturas de información específicas, bien de un organismo o de todo un grupo, hace de DITA una opción idónea para la reutilización de contenidos y la reducción de redundancia informativa.
En DITA se especifican una serie de tipos temáticos, como Task (tarea), Concept (concepto) y Reference (referencia). El tipo Task se utiliza para procedimientos que describen la consecución de tareas y en él se mencionan una serie de pasos que se deben seguir para la obtención de un resultado concreto. El tipo Concept suele contener definiciones, reglas y directrices.
El tipo Reference se utiliza para describir la sintaxis de instrucciones, código de programación, u otro material de referencia normalmente de tipo fáctico.

## Propiedades de DITA
- Basa en la noción de tema (topic) el principio organizativo de la información.
- Favorece la reutilización de temas completos, así como parciales, a través de las referencias de contenido.
- Soporta la incorporación de nuevos elementos, por medio de la especialización de elementos base. Se trata de una propiedad mediante la cual DITA puede ampliar el número de tipos de temas y de elementos en respuesta a las necesidades de una organización.
- Aplica un procesamiento basado en propiedades:
  - Amplio uso de metadatos para hacer más accesibles los temas.
  - Utilización de atributos universales para cuestiones como la audiencia, o la plataforma, de forma que agiliza el filtrado y procesamiento general de la información.
- Propone nombres de elementos y estructuras muy similares a los lenguajes de marcas HTML y XHTML.

Cuando se propuso DITA como un estándar público XML, IBM aportó el primer procesador para DITA: DITA Open Toolkit. Esta herramienta transforma contenidos de DITA en documentos PDF o HTML. La herramienta permite extensiones para abarcar cualquier especialización y otros formatos de salida. Los formatos que abarca en su versión básica son:
- PDF, por medio de XSL-FO
- XHTML
- Ayuda Microsoft en HTML comprimido
- Ayuda Eclipse
- Ayuda Java
- Ayuda Oracle
- Rich Text Format

Se trata de una herramienta básica para la publicación de contenidos DITA, que permite la integración en otras plataformas y que se ha convertido en un proyecto de código abierto muy activo, con la participación de varias empresas.